# Biston huberaria
Biston huberaria là một loài bướm đêm trong họ Geometridae.